# 坎寧安鎮區 (伊利諾伊州尚佩恩縣)
坎寧安鎮區（英語：Cunningham Township）是位於美國伊利諾伊州尚佩恩縣的一個行政鎮區。

## 地方資料
根據2010年美國人口普查的數據，坎寧安鎮區的面積為30.30平方千米，當中陸地面積為30.20平方千米，而水域面積為0.10平方千米。當地共有人口42014人，而人口密度為每平方千米1,386.6人。